# دكتور ماريو
دكتور ماريو (بالإنجليزية:Dr. Mario) (باليابانية:ドクターマリオ) هي لعبة إلكترونية من نوع ألغاز، أنتجت سنة 1990م، وتعمل لأجهزة نينتندو الحصرية وأولها نظام نينتندو إنترتينمنت سيستم.

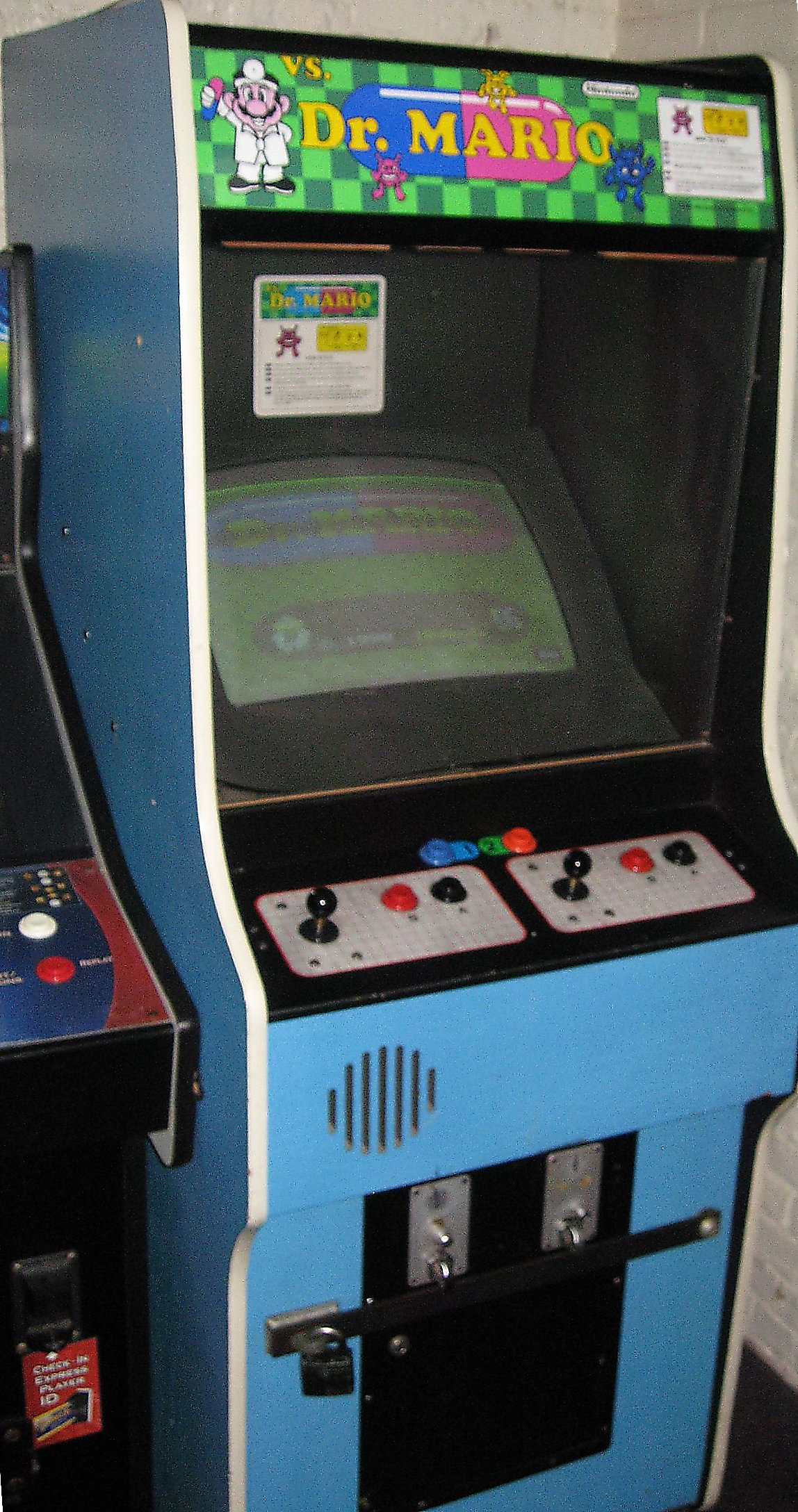
جهاز نينتندو في إس. وهي مخصصة للعبة د. ماريو.

## لعبة
تبدأ اللعبة عن ماريو وهو يعمل بمهنة طبيب وهو يرمي الأدوية على الفيروسات الشريرة، وكما يجب أن تكون كل الألوان مشابهة لأنواع الفيروس، فمثلا اللون الأزرق يقضي على فيروس له لون أزرق، والكبسولة باللون الأحمر تقضي على الفيروس بجسده اللون الأحمر، وهكذا، وفي كل فوز بالمرحلة، تزيد صعوبة مستويات اللعبة.

## وصلات خارجية
- دكتور ماريو على موقع IMDb (الإنجليزية)

- Dr. Mario على موبي غيمز
- Dr. Mario at NinDB
- U.S. Patent 5٬265٬888, which covers the game